# Kubota (bedrijf)

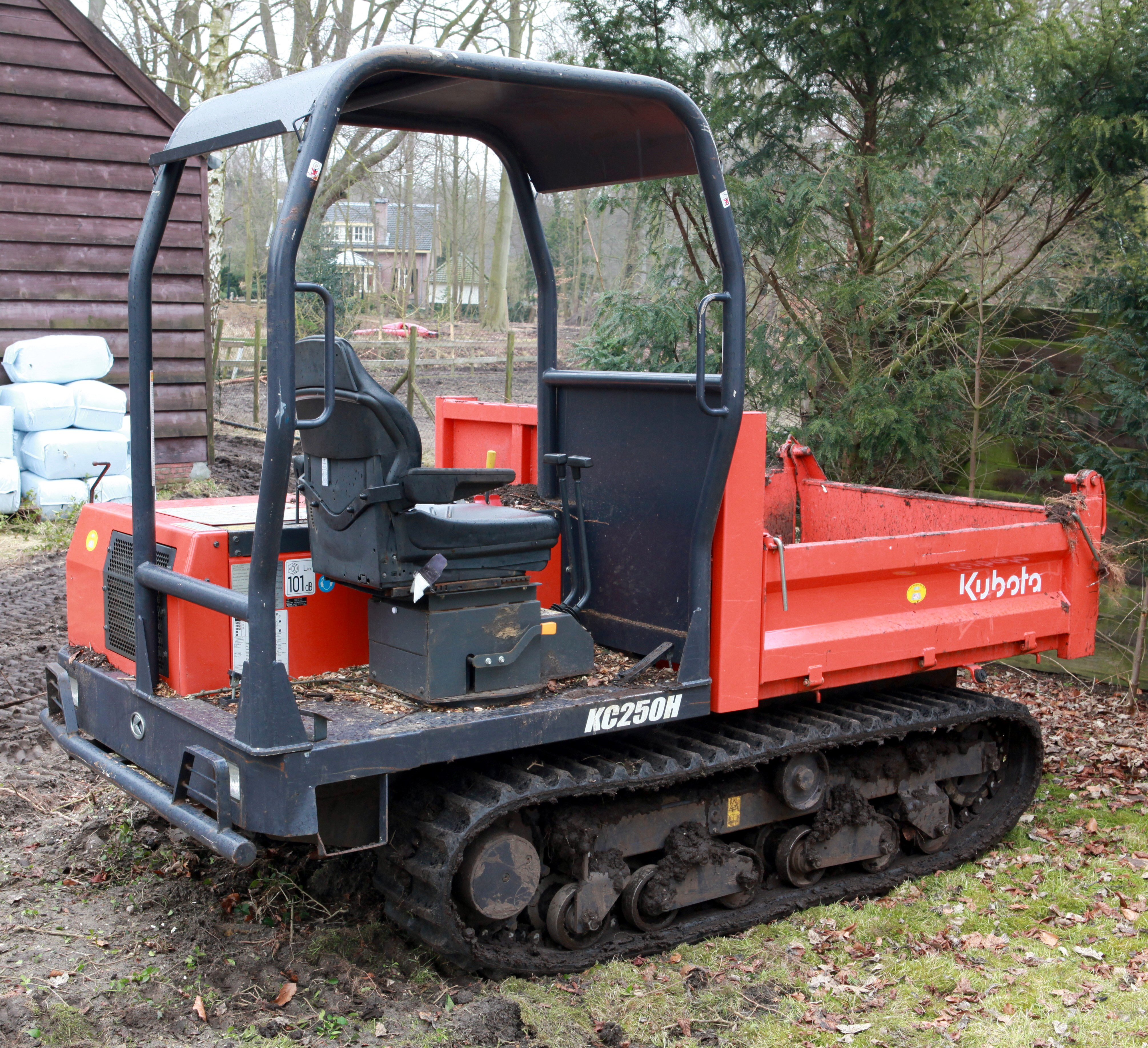
De KC250H, landbouwvoertuig op rupsbanden van Kubota

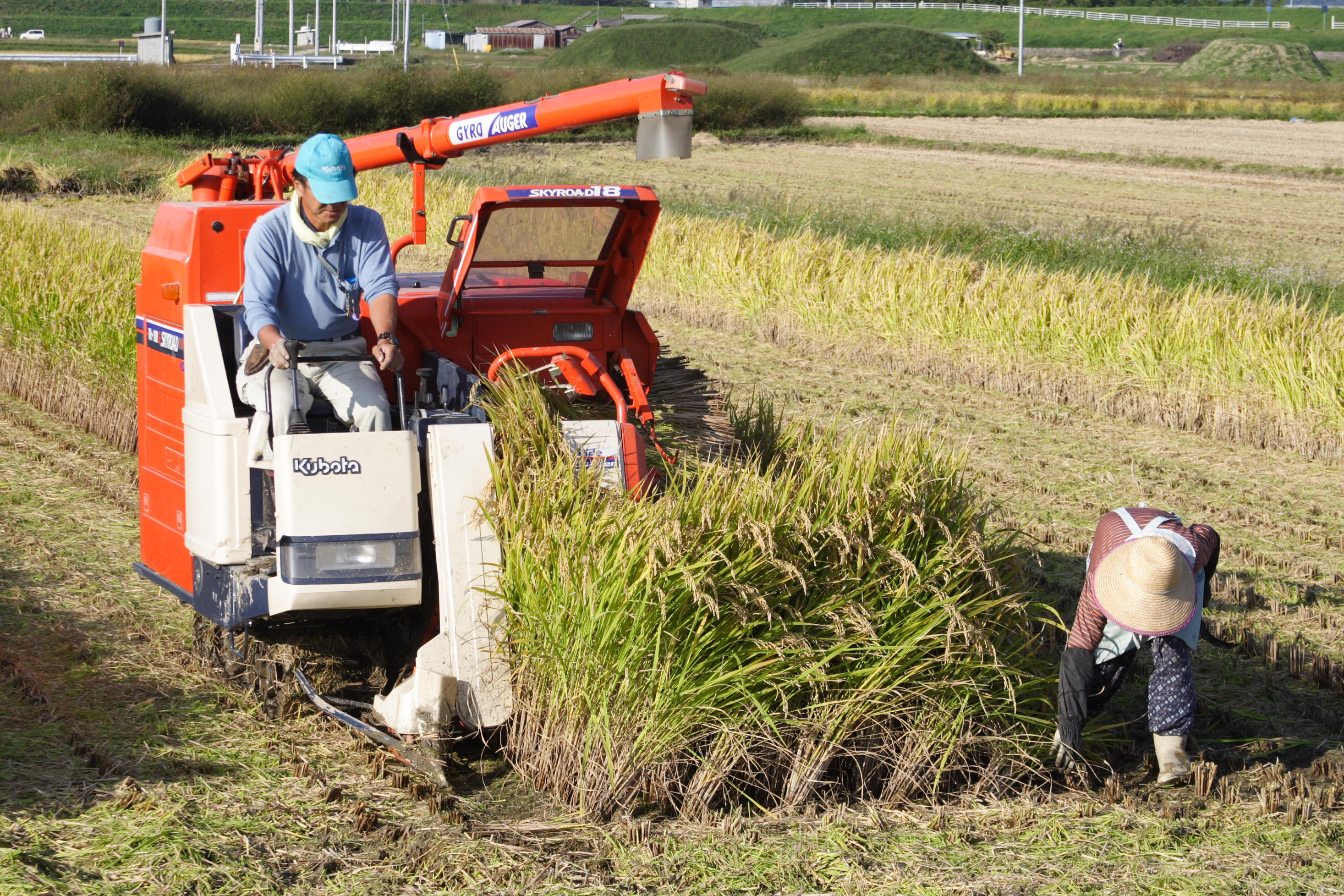
Machine voor de rijstoogst

Kubota (株式会社クボタ, Kabushiki-gaisha Kubota) is een Japanse machinefabriek. Het bedrijf is opgericht in 1890 en is gevestigd in Osaka. Het maakt dieselmotoren, grasmaaiers en tractoren tot pijpleidingen en waterzuiveringsinstallaties.

## Geschiedenis
In 1890 werd het bedrijf, toen nog onder de naam Oide Chuzo-jo, opgericht. Het was een ijzergieterij. Vanaf 1893 werden waterleidingen aan het assortiment toegevoegd en in 1897 werd de naam gewijzigd in Kubota Tekko-jo (Kubota Iron Works). In 1922 begon het met de productie van verbrandingsmotoren. In 1939 werden de aandelen op de beurs genoteerd.
In 1953 veranderde de naam in Kubota Tekko K.K. en werd een speciale afdeling opgericht voor de productie van materieel voor bouwondernemingen zoals graafmachines. In 1960 werd de eerste landbouwtractor op de markt gebracht. In 1969 begon Kubota met de export naar de Verenigde Staten van een 21 pk minitractor. In 1972 was het bedrijf al zo succesvol dat het besloot een Amerikaanse vestiging, Kubota Tractor Corporation, op te richten voor de verkoop van tractors in de Verenigde Staten. Omdat Amerikaanse fabrikanten zich uit deze markt hebben teruggetrokken is het merk een soortnaam geworden voor minitractors. Bij het 100 jarig bestaan in 1990 werd de naam gewijzigd in Kubota Corporation. In datzelfde jaar kocht het een aandelenbelang van 5,4% in de Amerikaanse motorenfabrikant Cummins. Cummins is een belangrijke leverancier van motoren aan Kubota voor zwaar materieel.
In 2009 werd een tractorfabriek voor Siam Kubota Tractor Company in Thailand geopend. In 2012 werd het Noorse bedrijf Kverneland Group overgenomen, Kverneland maakt vooral landbouwmaterieel dat door tractors, onder andere die van Kubota, wordt getrokken. In 2016 volgde het Amerikaanse machinemerk Great Plains. Great Plains werd opgericht in 1976 en maakt vooral machines voor de landbouw en het onderhoud van parken en tuinen.
Kubota levert ook de dieselmotoren in de dwergauto's van Aixam.

## Activiteiten
In 2021 behaalde Kubota een omzet van 2,2 biljoen yen. Veruit het grootste deel van de omzet werd behaald met de verkoop van machines voor de landbouw en bouw. Slechts 15% van de omzet wordt nog behaald met de verkoop van producten en diensten die water en milieu zijn gerelateerd.
Geografisch is Noord-Amerika de belangrijkste afzetmarkt met een omzetaandeel van 37%. Japan is de tweede markt gemeten naar omzetbijdrage, gevolgd door Azië en Europa.